# Robert Veyron-Lacroix
Robert Veyron-Lacroix (ur. 13 grudnia 1922 w Paryżu, zm. 3 kwietnia 1991 w Garches) – francuski klawesynista.

## Życiorys
Studiował w Konserwatorium Paryskim, gdzie jego nauczycielami byli Yves Nat (fortepian) i Marcel Samuel-Rousseau (teoria). Studia ukończył z I nagrodą w grze na fortepianie i na klawesynie. Zadebiutował w 1949 roku w koncercie transmitowanym na falach francuskiego radia. Występował jako solista i kameralista, wykonując zarówno muzykę dawną, jak i muzykę współczesną. Przez wiele lat koncertował wspólnie z Jeanem-Pierre’em Rampalem. Dokonał licznych nagrań płytowych, kilkukrotnie otrzymując nagrodę Grand Prix du Disque.
Wykładał w Schola Cantorum de Paris (1956), Académie Internationale d’Été w Nicei (1959) i Konserwatorium Paryskim (1967). Opublikował pracę Recherches de musique ancienne (Paryż 1955).